# Маргарет Тумі
Маргарет Айлін Тумі (англ. Margaret Eileen Twomey; народилась 1963) — австралійський дипломат. Надзвичайний і Повноважний Посол Австралії в Україні за сумісництвом.

## Біографія
Народилася в 1963 році. Закінчила Мельбурнський університет, гуманітарні науки (російський і французький напрямок.
З 1988 по 1989 — співробітник Сектору Східної Європи МЗСіТ Австралії.
З 1990 по 1992 — 3-й, 2-й секретар посольства Австралії в Югославії.
З 1992 по 1994 — працювала аналітиком в Національному Аналітичному Управлінні. 
З 1994 по 1995 — заступник Директора Відділу Північної, Південної і Східної Європи, відповідальний співробітник Відділу стратегічних оцінок в м. Канберра.
З 1995 по 2000 — 1-й секретар і консул Австралії в Лондоні.
З 2000 по 2002 — заступник Верховного Комісара в Суві.
З 2004 по 2008 — Надзвичайний і Повноважний Посол Австралії в Східному Тиморі.
З 2008 — Надзвичайний і Повноважний Посол Австралії в Росії, а також в Білорусі, Грузії, Вірменії, Казахстані, Киргизстані, Молдові, Таджикистані, Туркменистані і в Узбекистані за сумісництвом.
З 2008 по 2009 — Надзвичайний і Повноважний Посол Австралії в Україні за сумісництвом.